# 井上泰山
井上 泰山（いのうえ たいざん、1952年 - ）は、日本の中国文学者。関西大学文学部教授、専門は中国近世白話文学（古典戯曲・小説）。主要な業績は三国志演義関連の研究。また、イベリア半島に残る中国古典典籍の調査を行っている。

## 略歴
山口県下関市出身。山口県立豊浦高等学校卒業後、東京外国語大学外国語学部中国語学科卒業。同大学大学院修士課程修了後、関西大学大学院博士課程修了。明治学院大学助手、講師、助教授を経て、1986年関西大学助教授、教授。

## 著書
- 『花関索伝の研究』汲古書院、1989年
- 『董解元西廂記諸宮調研究』汲古書院、1998年
- 『三国志通俗演義史伝（上下）』関西大学出版部、1998年
- 『三国劇翻訳集』関西大学出版部、2002年
- 『中国近世戯曲小説論集』関西大学出版部、2004年
- 『漢籍西遊記』関西大学出版部、2008年